# Meteory

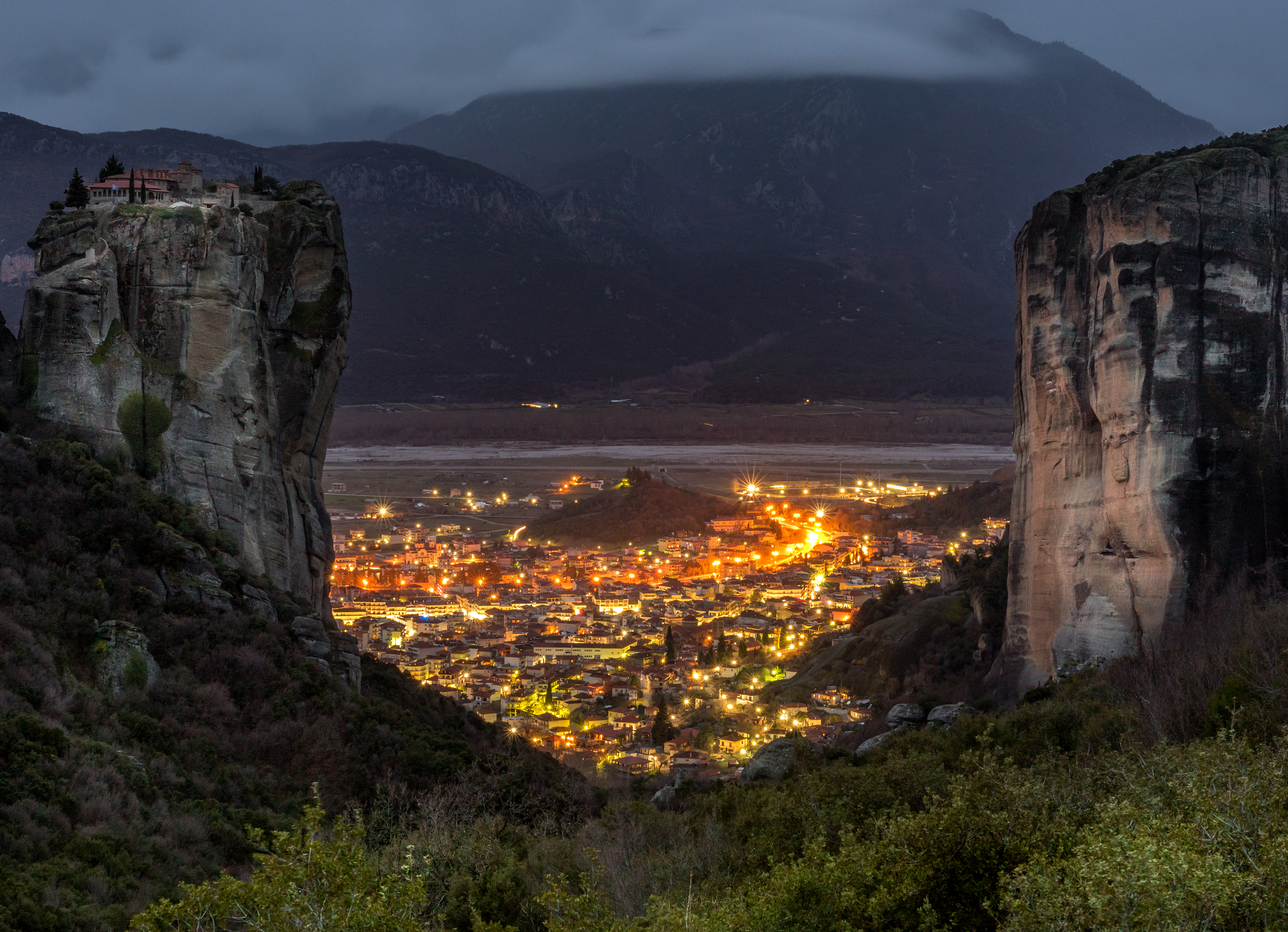

Meteory (gr. Μετέωρα (Meteora) z gr. metéoros – wzniesiony w górę, będący wysoko w powietrzu) – masyw skał z piaskowca i zlepieńca w środkowej Grecji na północno-zachodnim krańcu równiny tesalskiej w okolicy miasta Kalambaka. Skały osiągają wysokość do 540 m n.p.m.

## Monastyry
Na szczytach skał umiejscowiony jest zespół 24 prawosławnych klasztorów (monastyrów). Początkowo wszelkie materiały potrzebne do budowy i życia mnichów wciągane były na linach, również odwiedzający mogli dostać się do monastyrów jedynie w taki sposób. Obecnie część z monastyrów udostępniona jest dla zwiedzających i dla ich wygody wybudowano schody i pomosty.
Pierwsze wspólnoty religijne pojawiły się w Meteorach pod koniec X w., mieszkając w jaskiniach i pustelniach.
Legenda głosi, że św. Atanazy, założyciel Wielkiego Meteora (Megalo Meteoro), najstarszego monastyru, wzniósł się na szczyt na skrzydłach orła. To on założył pierwszy klasztor w roku 1336. Ponieważ trwały wówczas wojny Bizancjum z Serbią więc klasztory te były dobrym, niedostępnym schronieniem. Ukrywał się tu m.in. Jan Paleolog – następca tronu serbskiego. Okres świetności klasztory przeżywały za panowania osmańskiego sułtana Sulejmana Wspaniałego (1520–1566).
Monastyry gromadziły wtedy ogromne skarby, czerpiąc zyski z posiadłości ziemskich w Tesalii, Wołoszczyźnie i Mołdawii.
Od XVIII w. klasztory zaczęły podupadać (głównie na skutek kłótni opatów oraz erozji nieumiejętnie budowanych i konserwowanych budynków). W sumie wybudowano 24 klasztory (każdy na innej skale). Współcześnie tylko sześć klasztorów jest zamieszkanych i toczy się w nich normalne życie monastyczne. Są to cztery klasztory męskie i dwa żeńskie:
- Ajos Nikolaos (Świętego Mikołaja Odpoczywającego),
- Ajos Stefanos (Świętego Stefana),
- Ajias Triados (Świętej Trójcy),
- Megalo Meteoro (Wielki Meteor, Przemienienia Pańskiego),
- Rusanu (Rusanu, Świętej Barbary),
- Warlaam (Warłama).

Aby zwiedzić klasztory, należy mieć odpowiedni strój: długie spodnie dla mężczyzn, spódnica zakrywająca kolana i zakryte ramiona dla kobiet.

## W kulturze masowej
- Meteory były scenerią dla jednego z filmów o przygodach Jamesa Bonda pt. „Tylko dla twoich oczu”.
- Meteory były również miejscem akcji filmu pt. „Sky Riders” w reżyserii Douglasa Hickoxa z Jamesem Coburnem w roli głównej.
- Nazwa drugiego studyjnego albumu zespołu Linkin Park pochodzi właśnie od tego miejsca. Zanim jeszcze zaczęły się prace nad płytą, członkowie zespołu zobaczyli podpisane zdjęcie skał na ulotce biura turystycznego i postanowili, że album będzie robił takie samo wrażenie, jak one. Na końcu procesu tworzenia, postanowili nazwać płytę „Meteora”.

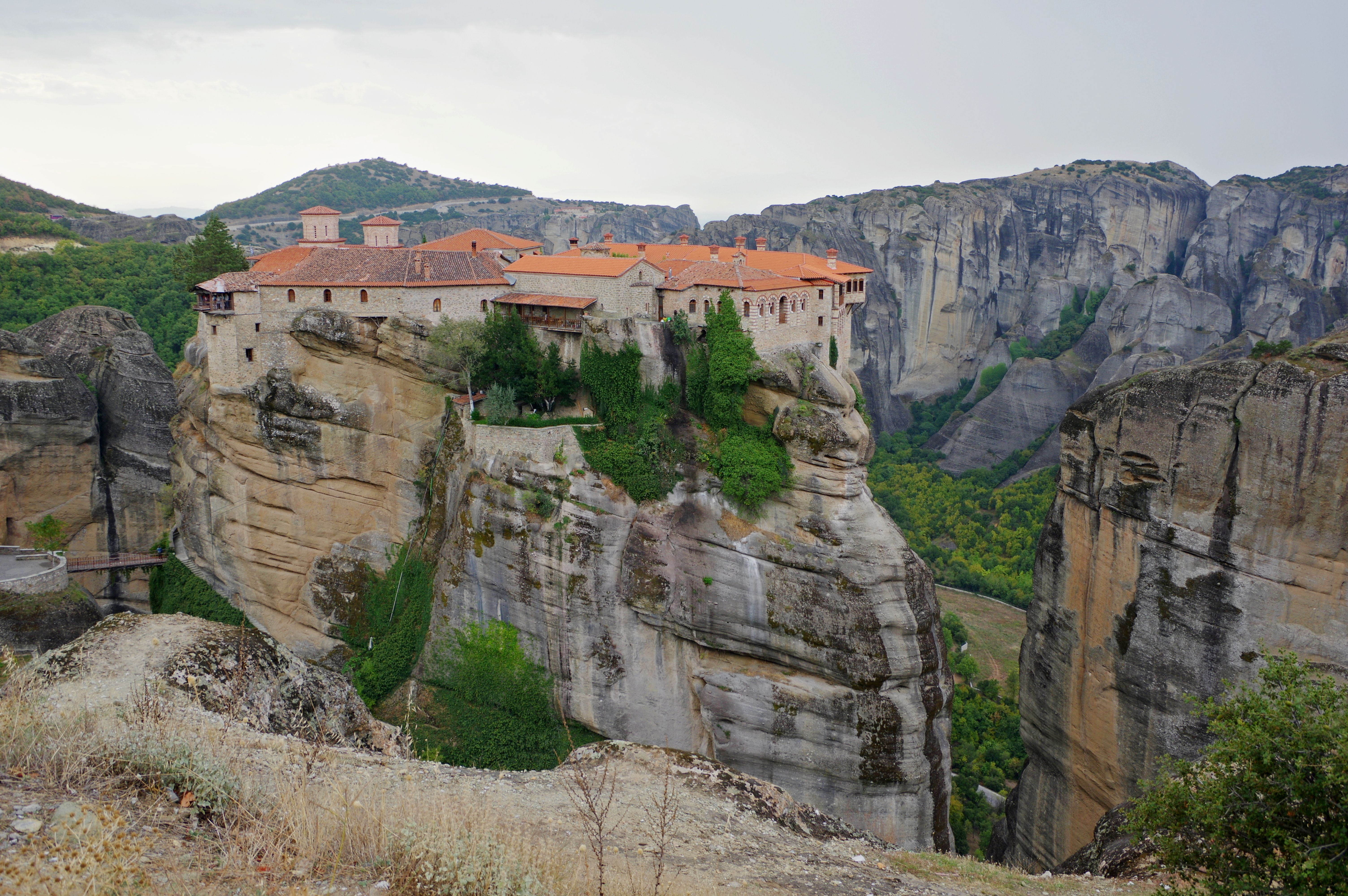
Monastyr Varlaam
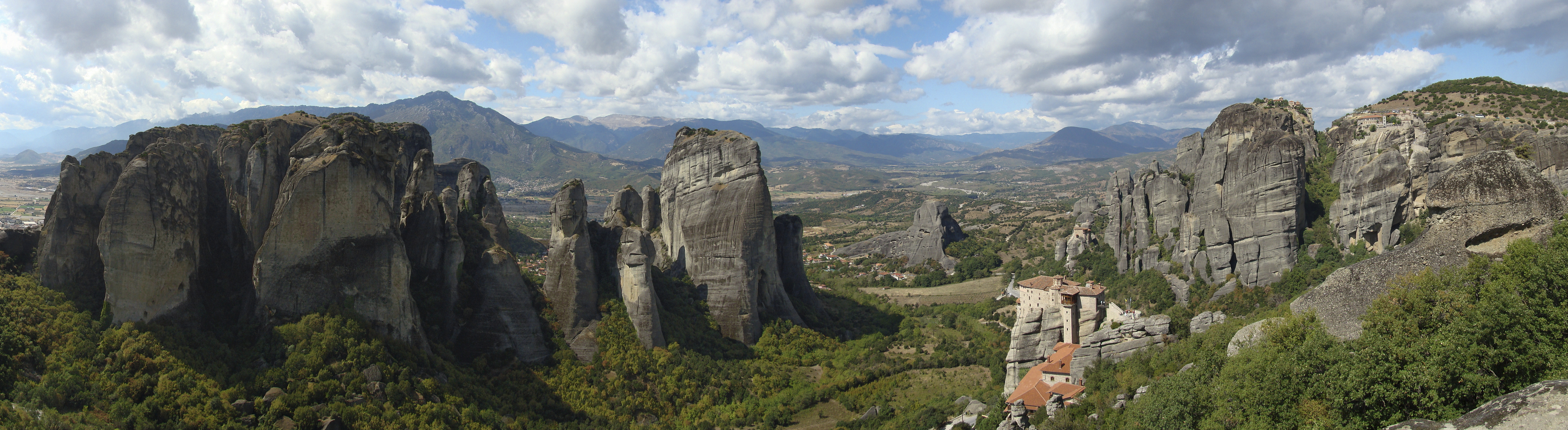
Fragment masywu Meteory